# Brzesko
Brzesko è un comune urbano-rurale polacco del distretto di Brzesko, nel voivodato della Piccola Polonia.
Ricopre una superficie di 102,57 km² e nel 2004 contava 35 406 abitanti.